# Pedro Vásquez de Velasco y Esparza
Pedro Vásquez de Velasco y Esparza (Palencia, 1603-Potosí (Perú), 1671) fue juez y presidente de las Reales Audiencias en Indias. 

## Reseña biográfica

### Orígenes
Pedro Vásquez de Velasco fue hijo de Antonio Vásquez de Velasco y de Isabel de Esparza. Se conoce además que su esposa fue Ángela de Salazar y Uzátegui con quien se casaría en 1639 en Madrid. Su esposa era de Alcalá de Henares, y además dentro de su familia se encontraba Alonso de Salazar, cardenal de España y por otro lado también estaría Melchor de Liñán y Cisneros quien fuera arzobispo de Santa Fe, Charcas y Lima, además de dos veces virrey interino del Perú.
Sus estudios los cursó en leyes donde destacó como alumno y llegaría a ser colegial en el Real Colegio de España. También estudiaría en San Clemente en Bolonia. Años más tarde empezaría su vida como funcionario público siendo fiscal de la Audiencia de Guatemala. Sus cargos continuarían en 1647 cuando será ministro encargado de visitar las Cajas Reales y la Contaduría Mayor y como fiscal de la Audiencia. Después sería juez en Lima, y debería juzgar al virrey Pedro de Toledo y Leiva, marqués de Mancera. Fruto de esto lo encontraría culpable de veintiún cargos. Después de su paso como juez en 1651 sería oidor de la Audiencia de Lima y después se convertiría en presidente.

### Presidente de la Audiencia de Quito
En 1654 pasaría con el mismo cargo de presidente ahora a la Audiencia de Quito. Durante su cargo buscó recuperar dinero que pertenecía al Rey y que era de cerca de trece millones de pesos y se había enviado en un barco con destino a la península, sin embargo dicha nave se hundió cerca de Guayaquil. Ante la tragedia esforzaron por recuperar lo perdido y lograron hacerlo gracias al trabajo de Pedro Vásquez de Velasco, lo que le ganaría mucho prestigio. Durante su período de gobierno, el volcán Pinchincha erupcionó, estando Quito situada a las faldas de dicho volcán, causando muchos problemas. Esto ocurriría en 1660 causando no solo ceniza, lava y lajares sino también terremotos y lluvia de piedra y ceniza. Todo este escenario apocalíptico obscureció el día. Fue la primera erupción de ese siglo puesto que había ocurrido antes en el siglo XVI en 1539 y 1577. Además, Vásquez de Velasco al gobernar por seis años tuvo continuidad suficiente para emprender varios proyectos. De esta forma se había estabilizado la Real Audiencia de Quito en sus gobernantes que durante sus primeros años, después de Santillán vivió por la muerte generalmente de los Presidentes, periodos de gobierno cortos. Después vería periodos de estabilidad importantes con Barros de San Millán, Miguel de Ibarra, Antonio de Morga, Alonso Pérez y Martín de Arriola.  

#### La llegada del Obispo Peña Montenegro

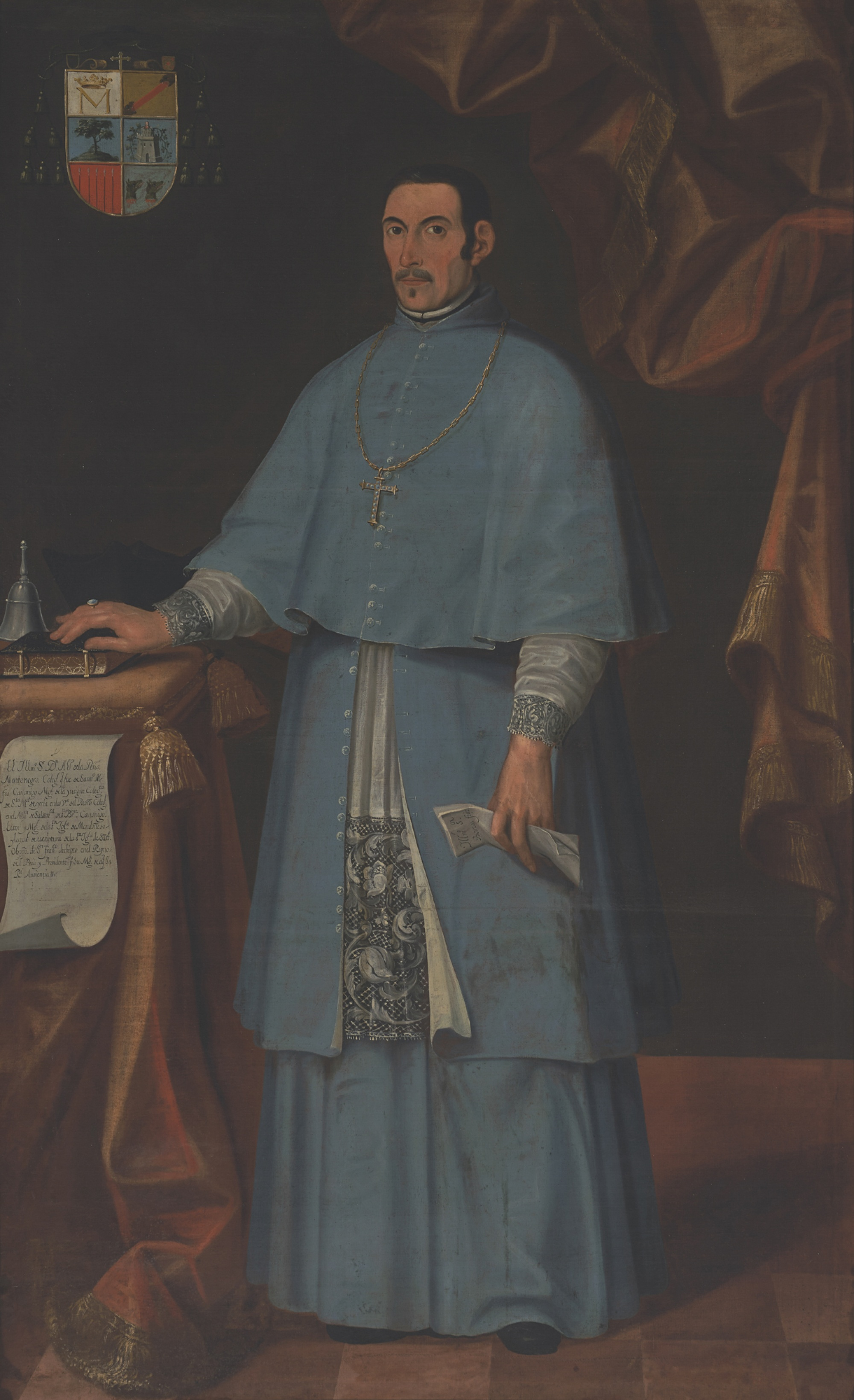
Alonso de la Peña y Montenegro

Estos años coincidieron además con un periodo de continuidad importante en el obispado de Quito puesto que Alonso de la Peña y Montenegro llegaría al cargo y se mantendría ahí durante gran parte de la segunda mitad del siglo XVII. Si Morga fue un presidente que desde el poder político dominó la primera mitad del siglo, Peña y Montenegro haría lo propio desde lo religioso en la segunda mitad. 
Al respecto lo resume el historiador González Suárez:

Poseía el señor Montenegro vastos conocimientos teológicos, erudición en ciencias eclesiásticas y un ingenio natural claro, fácil y nada común; predicaba con gracia, y sus pláticas, tan instructivas como sencillas, eran escuchadas con agrado por el pueblo. Con un prelado de las prendas morales del señor Montenegro, era de esperar que habría paz y tranquilidad en la colonia, mas no sucedió así; amaba el señor Montenegro con predilección a algunos de sus domésticos, y éstos ejercían una influencia poderosa en el ánimo de su señor, con lo cual el Obispo no siempre procedía cuerdamente; al señor Montenegro, de suyo bondadoso y sencillo, le faltaba aquella sagacidad y ese conocimiento práctico de los hombres, que son para el acierto cualidades indispensables en los que gobiernan. Los que le acompañaban al Obispo tenían muy bien conocido su carácter, y lo gobernaban   -249-   a su antojo, con sólo darle a entender que el Obispo era siempre muy señor de sí mismo. Nuestro Prelado entró en Quito un año antes que el Presidente; los oidores estaban ya entonces quejosos del señor Montenegro por la manera despreciativa con que hablaba de ellos, llamándolos doctorcillos, licenciadillos, en diminutivo, como quien tenía en muy poco sus grados y sus méritos personales; cuando llegó el Presidente la discordia fue notoria. El Obispo no acudió a hacerle la visita de cumplimiento, ni le dio la bienvenida; los oidores sostenían que el Presidente no debía visitar primero al Obispo; y los familiares de éste porfiaban que a aquél era a quien le correspondía visitar primero al Prelado; hubo quejas al Rey y consultas de una y de otra parte; el Monarca resolvió que el que estuviera primero en la cuidad, debía visitar al que llegara a ella después.
González Suárez - Historia General del Ecuador

#### Vásquez de Velasco y la cultura en la Audiencia de Quito
Fue además durante estos años cuando se empezaron a publicar importantes libros que marcaron la época en la literatura y escritos religiosos. Justo cuando terminaba el siglo de oro en la península, en la Audiencia de Quito por su parte se empezaron a publicar escritos como los de Pedro de Mercado con su libro de devoción espiritual "Destrucción del ídolo ¿Qué dirán?" en 1655. Al año siguiente, en 1656, Gaspar de Villarroel escribiría "Gobierno Eclesiástico Pacífico" que es considerado como uno de los primeros libros de ensayos de Ecuador. Al mismo tiempo Miguel de Santiago estaría pintando su afamado cuadro titulado el "Cristo de la Agonía", donde demostraba su conocimiento acerca de la anatomía y se empezarían a difundir las leyendas acerca de sus cuadros y el uso de modelos humanos para ello.

### Presidente de la Audiencia de Charcas
Cuando tuvo 57 años buscó jubilarse en Quito, sin embargo por la efectividad de su cargo fue asignado más bien como Presidente de la Audiencia de Charcas, donde se establecería por una década. Charcas era muy grande en extensión y difícil en administración. Además de ello significaba también la administración de las minas de potosí, un cerro importante para la circulación de plata en la monarquía española. Murió un 1671 cuando visitaba las Reales Cajas de Potosí, dentro de la Audiencia de Charcas.
Respecto a su vida familiar tuvo muchos hijos. Dos fueron religiosos, y el resto serían juristas que se asentarían en Perú y fungirían como oidores en la audiencia y alcaldes de Lima. Después dicha familia se uniría con la casa de Ontañón, condes de las Lagunas. Los integrantes de este condado eran descendientes del Inca Huayna Capac, por la hija de éste, Inés Huaylas Yupanqui. Parte de la nobleza que ostentaba su descendencia fue el condado de las Lagunas, el marquesado de Torrebermeja, además del condado de San Antonio de Vista Alegre y el condado de Cartago.

### Matrimonio y descendencia
De su matrimonio con la mencionada Ángela de Salazar Uzátegui tuvo varios hijos, entre los cuales destacamos a:
- Pablo Vásquez de Velasco y Salazar, quien contrajo matrimonio con Ana María Constanza Tello de la Cueva, cuya descendencia se vinculó al Condado de las Lagunas y a los marquesados de Rocafuerte y San Lorenzo del Valleumbroso.
- Tomasa Vásquez de Velasco y Salazar, casada en Lima con Miguel de Tellería.
- Josepha Aurelia Vásquez de Velasco y Salazar, quien contrajo nupcias con Diego Pérez de Arandia, en cuya descendencia tenemos a Diego de Orbea y Arandia y José de Mazarredo.
- Ángela Vásquez de Velasco y Salazar, casada con Francisco Félix Beltrán de Caicedo, con descendencia vinculada al Marquesado de Quintana de las Torres.